# Superintendencia de Bienes Públicos
La Superintendencia de Bienes Públicos (SUDEBIP), es un servicio desconcentrado adscrito al [Ministerio del Poder Popular de Economía, Finanzas y Comercio Exterior] encargado de ejercer la rectoría del Sistema de Bienes Públicos, instrumento mediante el cual se busca regular de manera integral y coherente las actividades de adquisición, uso, administración, mantenimiento, registro, supervisión y disposición de los Bienes Públicos, que realizan los órganos y entes del Sector Público en Venezuela.

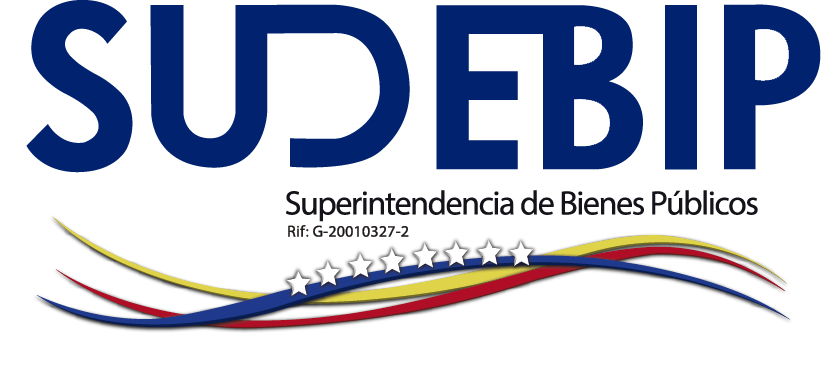
Sudebip

## Antecedentes

### Cenbisp
La Comisión para la Enajenación de Bienes del Sector Público no afectos a las Industrias Básicas (Cenbisp), fue creada mediante la Ley Orgánica, publicada en la Gaceta Oficial Extraordinaria N°3.951 de fecha 07/01/1987. Una de las principales funciones de la Cenbisp, fue normar todos aquellos requerimientos de enajenación de bienes de los entes y organismos de la administración pública central y descentralizada.
De igual forma, la fijación del precio base, tomando en cuenta los avalúos presentados por los Organismos, así como también precisar los procedimientos aplicables en cada caso de enajenación.
A los fines de asegurar el desarrollo humano integral y una existencia digna y provechosa para la colectividad. En el marco de los lineamientos generales establecidos en el Primer Plan Nacional Socialista Simón Bolívar 2007-2013 el Gobierno Nacional incrementó la capacidad de acción estratégica gubernamental, con la finalidad de lograr mayores niveles de eficiencia y eficacia en la gestión pública.
De conformidad con los criterios que orientan la Ley Orgánica de la Administración Financiera del Sector Público, se desarrollaron juicios que permitieron ordenar la gestión de tales bienes, definiendo, orientando y regulando el funcionamiento de un Sistema de Bienes Nacionales, el cual se integró a los sistemas básicos de administración financiera taxados en la norma ejusdem; para contribuir efectivamente al desarrollo de un sistema mayor que permita preservar los intereses del Estado.

### Sudebip
El presidente Hugo Rafael Chávez Frías, mediante Decreto N° 9.041 de fecha 15 de junio de 2012, dictó el Decreto con Rango, Valor y Fuerza de Ley Orgánica de Bienes Públicos y con ello crea el Sistema de Bienes Públicos integrado por el conjunto de principios, normas, órganos, entes y procesos que permiten regular de manera integral y coherente, la adquisición, uso, administración, mantenimiento, registro, supervisión y disposición de los Bienes Públicos dentro del Sector Público, siendo su rectoría competencia de la Superintendencia de Bienes Públicos.

### Misión
Contribuir al desarrollo de la nación a través de la orientación, integración y simplificación de los procedimientos para la adquisición; registro, administración; disposición y supervisión de los bienes públicos orientados hacia una cultura conservacionista del patrimonio nacional.

### Visión
Ser el Órgano del Estado venezolano con los más altos niveles de reconocimiento y credibilidad en su condición de instrumento garante del uso racional y eficiente de los bienes que conforman el patrimonio nacional, a través de una estructura orientada hacia la excelencia; con un talento humano motivado, altamente comprometido; con sentido de responsabilidad social y calidad de gestión pública.

## Marco Legal
Corresponde al conjunto de instrumentos de carácter legal, que de manera coherente sustentan la actuación que en la materia debe acometer la Superintendencia, siendo las categorías de estos instrumentos las siguientes:
- Leyes y Reglamentos; incluye la Constitución de la República Bolivariana de Venezuela, el Código Civil y el Decreto con Rango, Valor y Fuerza de Ley Orgánica de Bienes Públicos.
- Decretos y Resoluciones; incluye decretos y resoluciones para la designación de funcionarios para cargos y autorización de atribuciones y competencias.
- Providencias Administrativas; son todas las providencias emanadas de la Superintendencia.
- Normas Generales; son normas que se derivan de la Ley Orgánica de Bienes Públicos y las Providencias Administrativas.

### Ley Orgánica de Bienes Públicos (Lobip)
Decreto N° 1.407 del 13 de noviembre de 2014, publicado en Gaceta Oficial de la República Bolivariana de Venezuela N° 6.155 Extraordinario, de fecha 19 de noviembre de 2014. Mediante el cual se dicta el Decreto con Rango, Valor y Fuerza de Ley de Reforma Parcial del Decreto con Rango, Valor y Fuerza de Ley Orgánica de Bienes Públicos
El Decreto con Rango, Valor y Fuerza de Ley Orgánica de Bienes Públicos, es una instrumento de carácter legal que define el marco jurídico que rige el Sistema de Bienes Públicos, cuya rectoría es ejercida por la Superintendencia de Bienes Públicos, bajo la responsabilidad de un Superintendente o una Superintendente de libre elección y remoción del Presidente de la República Bolivariana de Venezuela.
Asimismo, se crea la Comisión de Enajenación de Bienes Públicos, como órgano de la Sudebip, facultado para autorizar a los órganos y entes del sector Público Nacional.
Para descargar la ley haga clic aquí

### Providencias Administrativas
Providencia Administrativa: 017-2015, de fecha 21 de mayo de 2015
Providencia mediante la cual se fijan las tarifas en Unidades Tributarias (U.T.), que esta Superintendencia cobrará por horas académicas, a los Órganos y Entes del Sector Público, así como a las personas naturales y jurídicas en ocasión a la prestación de sus servicios en materia de capacitación.  -> Gaceta Oficial N° 40.665 de fecha 21 de mayo de 2015
Providencia Administrativa: 016-2015, de fecha 5 de enero de 2015
Providencia mediante la cual se reprograman las tres (3) últimas actividades comprendidas dentro del Proceso de Adecuación de los Inventarios y Registros que en ella se mencionan, según el Cronograma General de Actividades que en ella se señalan. -> Gaceta Oficial N° 40.588 de fecha 26 de enero de 2015
Providencia Administrativa: 015-2014, de fecha 11 de noviembre de 2014
Providencia mediante la cual se informa a los órganos y entes pertenecientes al Sector Público Estatal, Municipal, Distrito Capital, Distritos Metropolitanos, Distritos, Dependencias Federales, Territorio Insular Francisco de Miranda y Universidades Públicas, que se notificará en fecha próxima mediante oficio dirigido a cada uno de ellos, el nombre del usuario, clave y número que le ha sido asignado dentro del Sistema de Información del Registro General de Bienes Públicos. -> Gaceta Oficial N° 40.550 de fecha 27 de noviembre de 2014)
Providencias Administrativas: 002-2014, 003-2014 y 004-2014 de fecha 28 de julio de 2014
Providencias mediante las cuales se designan como Miembros Principales y Suplentes para conformar la Comisión de Contrataciones y Licitaciones para la Venta y Permuta de esta Superintendencia, a los ciudadanos y ciudadanas que en ellas se mencionan; así como se designa el Responsable Patrimonial de esta Superintendencia (Hacer clic en -> Gaceta Oficial N° 40.472 de fecha 11 de agosto de 2014)
Providencia Administrativa: 001-2014 de fecha 10 de febrero de 2014
Providencia mediante la cual se reprograman los lapsos establecidos en el Cronograma General de Actividades que rige el Proceso de Adecuación de los Inventarios y Registros de los Bienes Públicos en los Órganos y Entes del Sector Públicos Nacional (Hacer clic en -> Gaceta Oficial N° 40.373 de fecha 17/03/2014)
Providencia Administrativa: 011-2013 de fecha 29 de julio de 2013
Providencia mediante la cual se da inicio a la segunda fase del proceso de adecuación de los inventarios y registros de Bienes Públicos, que comprende los órganos y entes del 2.º y 3.er nivel de adscripción del Sector Público Nacional (Hacer clic en -> Gaceta Oficial N° 40.246 de fecha 9 de septiembre de 2013)
Providencias Administrativas: 009-2013 y 010-2013 de fecha 25 de julio de 2013
Providencias mediante las cuales se designan como Miembros Principales y Suplentes para conformar la Comisión de Contrataciones y Licitaciones de esta Superintendencia, a los ciudadanos y ciudadanas que en ellas se mencionan (Hacer clic en -> Gaceta Oficial N° 40.223 de fecha 7 de agosto de 2013)
Providencia Administrativa N° 008-2013 de fecha 24 de abril de 2013
Providencia mediante la cual se reprograman los lapsos establecidos en el Cronograma General de Actividades que rige el Proceso de Adecuación de los Inventarios y Registros de los Bienes Públicos en los Órganos y Entes del Sector Públicos Nacional (Hacer clic en -> Gaceta Oficial N° 40.154 de fecha 25/04/2013)
Providencia Administrativa N° 007-2013 de fecha 12 de marzo de 2013
Providencia mediante la cual se establece que los Bienes Públicos deben ser preservados en condiciones apropiadas de uso y conservación, las unidades de administración y custodia de dichos bienes de los órganos y entes del Sector Público deberán hacer constar el debido mantenimiento preventivo, correctivo y sistemático que le sea brindado a los Bienes Públicos. (Hacer clic en -> Gaceta Oficial N° 40.128 de fecha 13/03/2013)
Providencia Administrativa N° 006-2013 de fecha 22 de febrero de 2013
Providencia mediante la cual se establece que las unidades administrativas de cada órgano y entes del Sector Público deberán llevar el registro de dichos bienes de conformidad con las normas e instructivos que al efecto dicte la SUDEBIP así como el nombramiento en un plazo de (15) días a los responsables patrimoniales de cada organismo. (Hacer clic en -> Gaceta Oficial N° 40.120 de fecha 28/02/2013)
Providencia Administrativa N° 005-2012 de fecha 16 de noviembre de 2012
Providencia mediante la cual se requiere la opinión favorable de la Superintendencia de Bienes Públicos para la adquisición de Bienes Inmuebles por parte de los Órganos del Sector Público Nacional. (Hacer clic en -> Gaceta Oficial N° 40.063 de fecha 03/12/2012)
Providencia Administrativa N° 004-2012 de fecha 23 de octubre de 2012
Providencia en la cual se dictan las Normas Generales sobre Licitación para la Venta y Permuta de Bienes Públicos. (Hacer clic en -> Gaceta Oficial N° 40.054 de fecha 20/11/2012)
Providencia Administrativa N° 003-2012 de fecha 18 de octubre de 2012
Sobre los requisitos que deberán acompañar las solicitudes de enajenación de Bienes Públicos remitidas a la Superintendencia de Bienes Públicos (Hacer clic en -> Gaceta Oficial N° 40.042 de fecha 02/11/2012)
Providencia Administrativa N° 002-2012 de fecha 18 de octubre de 2012
Sobre la conformación de la Comisión de Licitaciones de la Superintendencia de Bienes Públicos (Hacer clic en -> Gaceta Oficial N° 40.042 de fecha 02/11/2012)
Providencia Administrativa N° 001-2012 de fecha 10 de octubre de 2012
Sobre la designación de Peritos Avaluadores y la obligatoriedad de la previa autorización por parte de la Comisión de Enajenación de la Superintendencia de Bienes Públicos para el remate, venta, donación o destrucción de los Bienes Públicos. (Hacer clic en -> Gaceta Oficial N° 40.042 de fecha 02/11/2012)

## Áreas Medulares

### Dirección de Registros de Bienes
Es el área encargada del registro, control y seguimiento de los bienes muebles e inmuebles sean estos de dominio público o privado, así como, activos intangibles, activo financiero y acciones del estado venezolano.

### Dirección de Registro de Peritos Avaluadores
Unidad responsable del desarrollo y mantenimiento de la base de datos de los Peritos Avaluadores acreditados por la Sudebip, así como el Catastro Inmobiliario del Sector Público.
Registro Nacional de Peritos
Corresponde a la Superintendencia de Bienes Públicos (SUDEBIP), realizar la inscripción de tasadores de Bienes en el Registro Nacional de Peritos de conformidad con las competencias establecidas en el artículo 21 del Decreto con Rango, Valor y Fuerza de Ley Orgánica de Bienes Públicos, N° 9.041 de fecha 12 de junio de 2012 y reimpresa en la Gaceta Oficial N° 39.952 de fecha 26 de junio de 2012.
El Registro Nacional de Peritos, recopila la base de datos de los peritos tasadores a nivel nacional, autorizados por esta Superintendencia para realizar los avalúos de bienes públicos.

### Dirección de Gestión Patrimonial de Bienes
Área encargada de la administración de los bienes propiedad de la República en la cual se gestionan las adjudicaciones al Tesoro Nacional de los bienes en comiso y/o abandono, de igual forma, canaliza los trámites en materia de enajenación o desincorporación de bienes públicos.

### Dirección de Normas Técnicas y Capacitación
Unidad responsable de revisar y evaluar las normas e instrumentos de regulación en materia de bienes públicos; asimismo, es la encargada de diseñar e implementar planes de capacitación para el personal técnico responsable de salvaguardar los bienes públicos en las diferentes instituciones del Estado.

### Dirección de Supervisión y Fiscalización de Bienes Públicos
En esta área se aplican procedimientos de control, supervisión, inspección y diagnóstico con el fin de verificar la conservación, protección y mantenimiento de los bienes públicos. En consecuencia, ante actos irregulares ejerce la potestad investigativa con el propósito de realizar el procedimiento legal correspondiente.

## Superintendentes
| Superintendentes              |                                                |                |  |
| Superintendente               | Período                                        | Presidente     |  |
| Huáscar Castillo Romero       | 1/10/2012 — 30/06/2014                         | Hugo Chávez    |  |
| Ramón Campos Cabello          | 1 de julio de 2014-8 de noviembre de 2017      | Nicolás Maduro |  |
| Wendy Esther Pinto Castillo   | 9 de noviembre de 2017-19 de noviembre de 2018 | Nicolás Maduro |  |
| María Eugenia Urbina Arias    | 20 de noviembre de 2018-1 de noviembre de 2020 | Nicolás Maduro |  |
| Johann Carlos Álvarez Márquez | 2 de noviembre de 2020-22 de febrero de 2023   | Nicolás Maduro |  |
| Jimmy Alexander Berríos Ojeda | 23 de febrero de 2023-actual                   | Nicolás Maduro |  |

- Datos: Q20024936